# Quasigrup
En matemàtiques, un quasigrup és una estructura algebraica consistent en un conjunt dotat d'una llei de composició interna on la divisió sempre és possible. Un quasigrup és doncs, un magma amb divisiblitat.

## Definició
Sigui E un conjunt dotat d'una operació o llei de composició a la que se sol anomenar "producte". L'estructura {\displaystyle (E,*)} és un quasigrup si:
1. La llei de composició és interna: {\displaystyle \forall (x,y)\in E^{2},x*y\in E}
2. Divisibilitat: {\displaystyle \forall (a,b)\in E^{2},\exists !(x,y)\in E^{2}|\ a*x=y*a=b}

La divisibilitat vol dir que les equacions {\displaystyle a*x=b} i {\displaystyle y*a=b} sempre tenen una solució única per a cada una d'elles, x i y, i per tant, si coneixem dos dels tres elements de l'equació sempre és possible trobar el tercer. Quan el quasigrup té un nombre finit d'elements això es tradueix en una taula de Cayley en quadrat llatí.
Donat que les solucions són úniques, podem escriure {\displaystyle x=a\backslash b}, i {\displaystyle y=b/a}, on "\" representa la divisió per l'esquerra (direm que a divideix a b per l'esquerra), i "/" és la divisió per la dreta (direm que a divideix a b per la dreta). És per aquest motiu que podem dir que en un quasigrup sempre és possible la divisió, tant per l'esquerra com per la dreta.
Aquesta propietat permet definir, de manera alternativa, un quasigrup en termes de tres operacions, {\displaystyle (E,*,\backslash ,/)}, de tal manera que es compleixi: 
1. {\displaystyle y=x*(x\backslash y)}
2. {\displaystyle y=x\backslash (x*y)}
3. {\displaystyle y=(y/x)*x}
4. {\displaystyle y=(y*x)/x}

o sigui, que la divisió per l'esquerra és l'operació inversa del producte per l'esquerra, i la divisió per la dreta és la inversa del producte per la dreta.

## Tipus de quasigrups
- Les propietats de grup garanteixen que els grups finits presentin taules de Cayley en quadrat llatí, i que els grups infinits compleixen la propietat del quadrat llatí. En conseqüència, tot grup és un quasigrup. Noteu que a diferència del grup, en un quasigrup no té per què haver-hi element neutre, cas en què no té sentit parlar d'element simètric d'un altre.
- Un quasigrup que a més té element neutre rep el nom de bucle. Si un bucle és associatiu, aleshores és un grup.

## Exemples
- Els nombres racionals diferents de zero (ℚ*) amb la divisió són un quasigrup (i també un bucle, puix que tenen l'u com a element neutre).
- Els nombres reals diferents de zero (ℝ*) amb la divisió són un quasigrup (i també un bucle, puix que tenen l'u com a element neutre).
- Els nombres enters amb la subtracció són un quasigrup:

### L'operació és tancada al conjunt
La resta de dos nombres enters a i b es defineix com la suma del primer més l’oposat del segon. L’oposat (en l’addició) d’un nombre enter a és aquell nombre el qual, sumat amb a, dona com a resultat 0 (que també és un nombre enter). Llavors, es pot dir que l’oposat de a és aquest mateix nombre, però canviat de signe.
Llavors, la subtracció de a menys b es pot representar com {\displaystyle a-b=a+(-b)}.
Per definició, l’oposat d’un nombre enter també és un nombre enter. Llavors, si es demostra que la suma de nombres enters és una operació tancada dins del conjunt, es provarà el mateix per la resta. Per tal de fer-ho, s'ha de comprovar el que ocorre amb els diferents tipus de nombres enters.
El resultat de la suma de {\displaystyle a+(-b)} serà anomenat x. Per simplificar la demostració, establim que {\displaystyle k=-b}:
{\displaystyle a+k=x}
1. Per definició, un nombre enter positiu és un nombre natural. Per tant, si a i k són dos nombres positius, x serà sempre un nombre natural. Com que el conjunt dels nombres naturals és subconjunt del dels nombres enters, es pot afirmar que x serà un nombre enter.
2. Atès que la suma de dos nombres negatius és igual a la suma canviada de signe dels seus oposats (positius), si a i k són negatius, x serà també un nombre negatiu i un nombre enter.
3. Si a és igual a 0, el resultat serà k, el qual s’ha establert que és un nombre enter, ja que, per a qualsevol nombre enter k, {\displaystyle k+0=k}.
4. Si a és positiu i k negatiu, es retrocedirà tant en la recta numèrica com el valor absolut de k, el qual dona com a resultat un nombre natural. Hi ha tres possibilitats diferents:
  - Si el valor absolut de a és més gran que el de k, el resultat serà un nombre positiu i natural. Així doncs, x serà un nombre enter.
  - Si el valor absolut de a és menor que el de k, el resultat serà un nombre negatiu i enter.
  - Si el valor absolut de a i de k són iguals, el resultat serà 0 i, per tant, un nombre natural.

### No existeix un element neutre en el conjunt
L'existència d'un element neutre implica que existeixi un element e en el conjunt que verifiqui que {\displaystyle a-e=e-a=a}, la qual cosa és equivalent a {\displaystyle a+(-e)=e+(-a)=a}. El 0 verifica l'equació {\displaystyle a+(-e)=a}, ja que {\displaystyle a+(-0)=a}. Per tant, el 0 és l'element neutre per la dreta del conjunt. Tanmateix, per satisfer l'equació {\displaystyle e+(-a)=a} s'hauria de tenir que {\displaystyle e=a+a} per satisfer l'equació, la qual cosa implica que no existeix un element neutre per l'esquerra. Per tant, no existeix un element neutre al conjunt.

### La subtracció no és associativa al conjunt
Això es pot verificar amb el següent contraexemple: {\displaystyle 3-(6-8)\neq (3-6)-8}. Al costat esquerre es té que {\displaystyle 6-8=-2} i després que {\displaystyle 3-(-2)=5}. Al costat dret, en canvi, es té que {\displaystyle 3-6=-3} i després que {\displaystyle -3-8=-11}. En conseqüència, la resta no és associativa en el conjunt dels nombres enters.

### La divisió sempre és possible
Ja que per a dos nombres enters a i b qualssevol, existeixen dos nombres x i y per a cada parella d’elements {\displaystyle (a,b)} tals que {\displaystyle a-x=y-a=b}. Comencem esbrinant el valor de x. Per simplificar les deduccions, s'establirà que {\displaystyle n=-x}: 
{\displaystyle a+n=b}
Sabent que un nombre més el seu oposat és igual a 0, que la suma és associativa pels nombres enters i que un nombre enter més 0 és igual al mateix nombre, podem substituir {\displaystyle n} per {\displaystyle -a+b} per satisfer l’equació:
{\displaystyle a+(-a+b)=(a-a)+b=0+b=b}
Atès que prèviament s’havia establert que {\displaystyle n=-x}, x serà a igual a {\displaystyle n} però canviada de signe. Per tant, {\displaystyle x=a-b}. Com que a i b són dos nombres enters i que la resta és tancada pels enters, x pertany al conjunt dels nombres enters.
Ara s'esbrinarà el valor de y. Tenint en compte les característiques esmentades anteriorment sobre la suma d’enters, podem substituir y per {\displaystyle b+a} per satisfer l’equació:
{\displaystyle (b+a)+(-a)=b+(a-a)=b+0=b}
Per tant, {\displaystyle y=b+a}. El divisor per l’esquerra y també pertany necessàriament a ℤ, ja que la suma és tancada pels nombres enters.
Així doncs, la divisió és sempre possible per la resta en ℤ.